# Yabuki Nako
Yabuki Nako (矢吹 奈子 (Thỉ Xuy Nại Tử)  sinh vào ngày 18 tháng 6 năm 2001) là thành viên của nhóm nhạc nữ thần tượng Nhật Bản HKT48 thuộc Team H. Cô từng là thành viên kiêm nhiệm của AKB48 Team B và là cựu nhóm nhạc thần tượng Hàn Quốc-Nhật Bản IZ*ONE.

## Sự nghiệp
Yabuki Nako là fan của Sashihara Rino, trong sự kiện bắt tay của AKB48, cô gặp thần tượng Sashihara Rino, người đã khuyên cô tham dự vòng tuyển chọn của nhóm. Cô quyết định tham gia vòng tuyển chọn của HKT48 sau đó, sau khi Sashihara bị giáng chức & chuyển sang HKT48. Tháng 8 năm 2013, Yabuki Nako vượt qua vòng tuyển chọn của HKT48, cô là một trong những thành viên thuộc thế hệ thứ 3. Tháng 12 cùng năm, cô chính thức ra mắt trên sân khấu "Nounai Paradide". Tháng 2 năm 2014, tại AKB48 Group Daisokaku Matsuri, Yabuki Nako được chuyển lên Team H. Tháng 3 năm 2015, tại AKB48 Young Members Nationwide Tour 〜Mirai wa Ima Kara Tsukurareru〜, cô cùng Tanaka Miku (HKT48) và 5 thành viên AKB48 được chọn để thành lập nên nhóm nhỏ Dendenmu Chu!. Tại buổi AKB48 Spring Shuffle 2015 tổ chức cùng tháng, cô được giao vị trí kiêm nhiệm AKB48 Team B.
Năm 2016, Yabuki Nako trở thành người mẫu độc quyền cho tạp chí sắc đẹp và thời trang dành cho học sinh trung học cơ sở và trung học phổ thông "LOVE Berry". Tháng 12 năm 2017, vị trí kiêm nhiệm với AKB48 Team B của Yabuki Nako được thông báo sẽ bị dừng lại. Trong đĩa đơn thứ 11 của HKT48 phát hành vào tháng 5 năm 2018 "Hayaokuri Calendar", Yabuki Nako cùng với Tanaka Miku được lựa chọn làm center đôi cho đĩa đơn. Đĩa đơn thứ 52 của AKB48 "Teacher Teacher" phát hành tháng 5 cùng năm cũng chính là đĩa đơn A-side đầu tiên của AKB48 có sự xuất hiện của cô.
Tháng 6 năm 2018, Yabuki Nako tham gia vào chương trình Produce 48, chương trình thực tế sống còn hợp tác giữa Hàn Quốc và Nhật Bản, cô đứng thứ 6 chung cuộc và trở thành thành viên của nhóm nhạc IZ*ONE.
Vào ngày 29 tháng 4 năm 2021, hợp đồng của cô với Iz*One chính thức hết hạn và cô cùng Miyawaki Sakura và Honda Hitomi (thành viên cùng nhóm IZ*ONE) trở về Nhật Bản. Vào ngày 15 tháng 5 năm 2021, cô tiếp tục hoạt động của HKT48. Cô sẽ là center cho bài hát Totsuzen Do love me! thuộc album thứ 2 Outstanding của nhóm ra mắt ngày 5/12
Vào ngày 16 tháng 10 năm 2022, cô thông báo tốt nghiệp khỏi nhóm HKT48 để tập trung cho sự nghiệp diễn xuất

## Tổng tuyển cử AKB48
| Lần tổ chức | Năm  | Thứ hạng       | Số phiếu bầu   | Vị trí         | Single              |
| ----------- | ---- | -------------- | -------------- | -------------- | ------------------- |
| 6           | 2014 | Không xếp hạng | Không xếp hạng | Không xếp hạng | Không xếp hạng      |
| 7           | 2015 | Không xếp hạng | Không xếp hạng | Không xếp hạng | Không xếp hạng      |
| 8           | 2016 | 28             | 28,276         | Undergirls     | Densetsu no Sakana  |
| 9           | 2017 | 37             | 25,364         | Next Girls     | Tomadotte Tameratte |
| 10          | 2018 | 9              | 51,650         | Senbatsu       | Sentimental Train   |

## Danh sách đĩa nhạc

### PRODUCE 48
| Album               | Bài hát |
| ------------------- | --- |
| 30 Girls 6 Concepts | To Reach You (Memory Fabricators)                                                                                 |
| PRODUCE 48 - FINAL  | - 好きになっちゃうだろう？ - 꿈을 꾸는 동안 / 夢を見ている間 (Korean Version) - 夢を見ている間 (Japanese Version) |

### IZ*ONE

#### Viết lời ca khúc
| Năm  | Bài hát                                    | Album         | Cùng với                 |
| ---- | ------------------------------------------ | ------------- | ------------------------ |
| 2020 | "Secret Story of the Swan (Japanese Ver.)" | Oneiric Diary | MosPick, Miyawaki Sakura |
| 2020 | "Violeta (Japanese Ver.)"                  | Twelve        | Seung-soo                |

## Sự nghiệp điện ảnh

### Phim
| Năm  | Tên phim              | Vai diễn                  | Ghi chú                      |
| ---- | --------------------- | ------------------------- | ---------------------------- |
| 2005 | Touch                 | Asakura Minami lúc trẻ    |                              |
| 2012 | On the Shinhori River |                           | Phim ngắn                    |
| 2013 | Gatchaman             | Con gái của Tiến sĩ Nambu |                              |
| 2020 | Eyes On Me: The Movie | Bản thân                  | Phim tài liệu về nhóm IZ*ONE |

### Phim truyền hình
| Năm  | Tên phim                               | Vai diễn        | Ghi chú                |
| ---- | -------------------------------------- | --------------- | ---------------------- |
| 2009 | Detective Samonji Susumu               | Natsume lúc trẻ | Phim truyền hình       |
| 2009 | My Father's Longest Day                |                 | Phim truyền hình       |
| 2015 | Fukuoka Love White Paper               | Wakana          |                        |
| 2015 | Majisuka Gakuen 0: Kisaradzu Rantō-hen | Namaiki         |                        |
| 2016 | AKB Love Night Love Factory            | Rin             | Tập phim: "Graduation" |
| 2021 | Kaodake Sensei                         | Sanjo Aika      |                        |

### Chương trình truyền hình
| Năm  | Tên        | Kênh | Vai trò  | Ghi chú |
| ---- | ---------- | ---- | -------- | ------- |
| 2018 | Produce 48 | Mnet | Thí sinh |         |

## Tạp chí
Love Berry, Tokuma Shoten 2001–, người mẫu độc quyền từ năm 2016.